# Идову, Брайан
 Бра́йан Оладапо Идо́ву (англ. Brian Oladapo Idowu, род. 18 мая 1992, Санкт-Петербург) — российский и нигерийский футболист, защитник. Участник чемпионата мира 2018 года.

## Клубная карьера

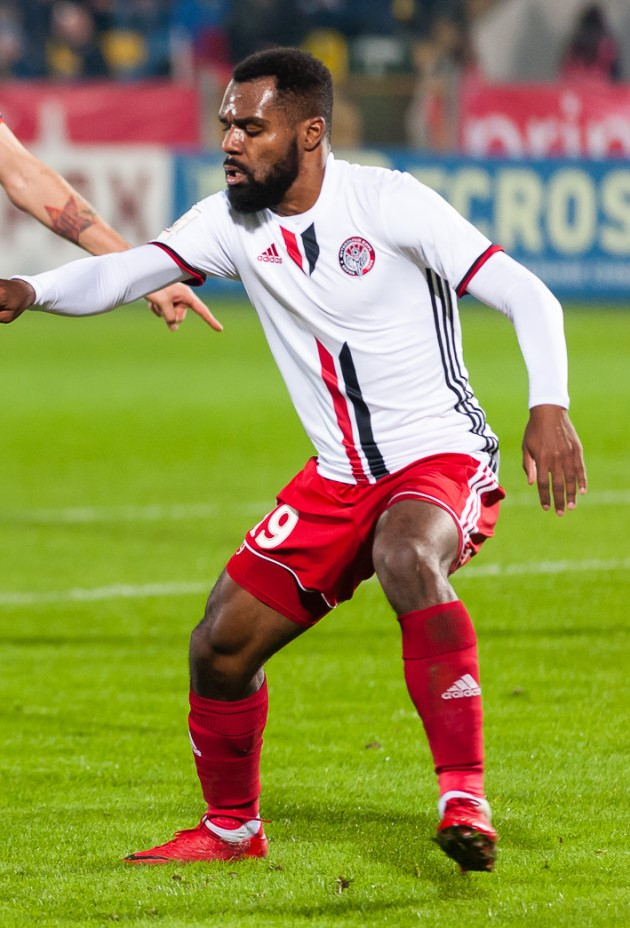
Идову в составе «Амкара»

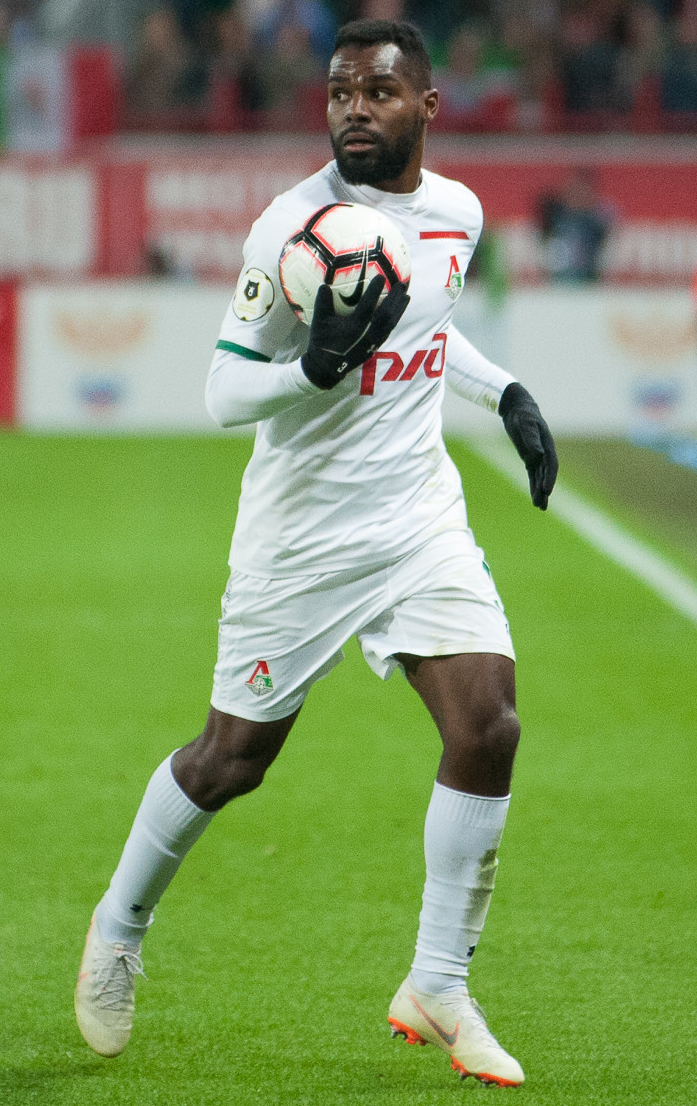
Идову в составе «Локомотива»

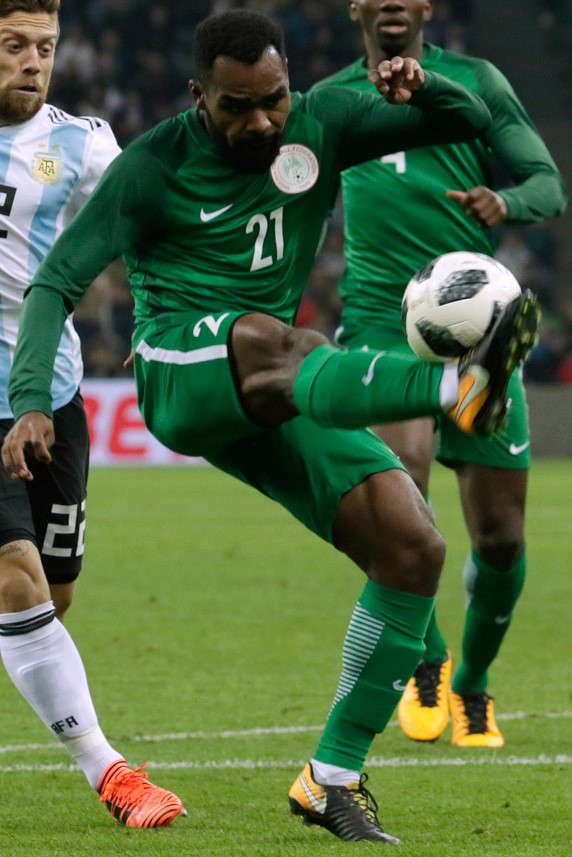
Идову в составе сборной Нигерии

Воспитанник петербургской «Смены». По собственным словам, уже с 11 лет подвергался расистским выкрикам со стороны болельщиков «Зенита». Из-за высокой конкуренции не смог пробиться в основной состав «Зенита» и в 2010 году перешёл в «Амкар». 6 мая 2012 года в матче против «Терека» дебютировал в чемпионате России. Летом того же года продлил контракт с клубом до 2014 года.
В сезоне 2015/16 года стал основным игроком клуба. 20 апреля 2016 года в поединке Кубка России против «Зенита» забил первый гол за «Амкар».
Летом 2013 года для получения игровой практики на правах аренды перешёл в петербургское «Динамо». 7 августа в матче против «Оренбурга» дебютировал в ФНЛ. 12 мая 2014 года в поединке против московского «Торпедо» забил свой первый гол за «Динамо». После окончания аренды вернулся в «Амкар», продлив контракт на три года.
Летом 2018 года после того, как «Амкар» прекратил своё существование, Идову стал свободным агентом. Мог перейти во французский «Нант», но отказался из-за непопадания клуба в еврокубки. В июле подписал трёхлетний контракт с московским «Локомотивом». Дебютировал 27 июля в матче за Суперкубок России против ЦСКА. 18 сентября в поединке против турецкого «Галатасарая» дебютировал в Лиге чемпионов.
7 августа 2020 года Идову перешёл в «Химки» на правах аренды до конца сезона. 17 октября забил первый гол за клуб, поразив ворота московского «Спартака».
7 июня 2021 года Идову перешёл в «Химки» на полноценный контракт. Покинул клуб в июле 2023 года в связи с окончанием контракта.
В марте 2024 года появилась информация о переходе Идову в медиафутбольный клуб «10», созданный Азаматом Мусагалиевым. 19 марта Telegram-канал команды объявил о подписании Идову. В 5 сезоне Медиалиги он сыграл 8 матчей, отметившись 1 голевой передачей. После вылета клуба из турнира Идову сопоставил свои ощущения с чувствами, которые испытывал при поражении на ЧМ.

## В сборной
В 2014 году Идову в интервью заявил, что мечтает попасть в сборную России, но и за сборную Нигерии играть бы не отказался. В 2017 году принял решение выступать за Нигерию, получив вызов для участия в товарищеских матчах. 14 ноября 2017 года в товарищеском матче, состоявшемся в Краснодаре, против сборной Аргентины дебютировал за сборную Нигерии, заменив во втором тайме Ола Айна. В этом же поединке забил свой первый гол за национальную команду.
В 2018 году Идову выступил на чемпионате мира в России. На турнире он сыграл матчи против команд Хорватии, Исландии и Аргентины.

## Личная жизнь
Отец Айди — нигериец, йоруба, мать Мабель — наполовину русская, наполовину нигерийка. Брайан родился и вырос в Санкт-Петербурге, с трёх до шести лет жил в Нигерии в городе Оверри. Отец матери Гудвин, игбу, приехал из Нигерии в СССР в 1961 году, обучался в Первом ленинградском медицинском институте имени И. П. Павлова.

## Статистика

### Сборная
| Нигерия | Нигерия | Нигерия |
| Год     | Игры    | Голы    |
| ------- | ------- | ------- |
| 2017    | 1       | 1       |
| 2018    | 9       | 0       |
| Всего   | 10      | 1       |

| №  | Дата            | Оппонент  | Счёт | Голы | Пасы | Минуты | Соревнование                 |
| -- | --------------- | --------- | ---- | ---- | ---- | ------ | ---------------------------- |
| 1  | 14 ноября 2017  | Аргентина | 4:2  | 1    | —    | 45'    | Товарищеский матч            |
| 2  | 23 марта 2018   | Польша    | 1:0  | —    | —    | 90'    | Товарищеский матч            |
| 3  | 27 марта 2018   | Сербия    | 0:2  | —    | —    | 85'    | Товарищеский матч            |
| 4  | 2 июня 2018     | Англия    | 1:2  | —    | —    | 90'    | Товарищеский матч            |
| 5  | 6 июня 2018     | Чехия     | 0:1  | —    | —    | 69'    | Товарищеский матч            |
| 6  | 16 июня 2018    | Хорватия  | 0:2  | —    | —    | 90'    | ЧМ-2018 (группа D)           |
| 7  | 22 июня 2018    | Исландия  | 2:0  | —    | —    | 45'    | ЧМ-2018 (группа D)           |
| 8  | 26 июня 2018    | Аргентина | 1:2  | —    | —    | 90'    | ЧМ-2018 (группа D)           |
| 9  | 8 сентября 2018 | Сейшелы   | 3:0  | —    | —    | 90'    | Отбор на КАН-2019 (группа Е) |
| 10 | 20 ноября 2018  | Уганда    | 0:0  | —    | —    | 90'    | Товарищеский матч            |

Итого: сыграно матчей: 10 / забито голов: 1; победы: 4, ничьи: 1, поражения: 5.

## Достижения
«Локомотив» Москва
- Обладатель Суперкубка России: 2019
- Обладатель Кубка России: 2018/19
- Серебряный призёр чемпионата России: 2018/19, 2019/20